# 塔門能
塔門能（排灣語：Taveneng），是台灣排灣族北排灣群神話中的一位神人，將創造人的方法傳授給造人女神菈萬（Ravan），間接促成人類的出現。

## 簡述
塔門能過去住在舊部落Tavatavan，經常和住在舊高燕部落（Padain，巴達茵部落）的女神菈萬往來。後來他傳授從身體造人的方法給菈萬，菈萬因此創造出了眾多的男女，變成今日的排灣族祖先，其中由手指所生出來的人為平民、從胸生出來的則為頭目或王族。

## 其他

### 頭目地位
有學者認為，該神話中生出王族的「胸部」代表的是「心臟」，為身體最重要的器官，也代表著王族在部落中重要地位。

### 舉天
據說塔門能在傳授造人方式之前，曾用手杖將天空推高。